# Homagium
Homagium, hominium – hołd symbolizujący oddanie się władzy. Może oznaczać też publiczne, oficjalne uznanie przez wasala danej osobistości za swego seniora w czasie ceremonii hołdu lennego. Określenia tego używano często zwłaszcza wobec hołdu składanego od stanów nowo nabytych terytoriów. Kardynałowie składają homagium papieżowi po wyborze na głowę Kościoła, a wierni danej diecezji – biskupowi po wyborze na urząd ordynariusza.
Homagium jest również oddaniem ostatniego hołdu głowie państwa. Pogrzeb „głowy koronowanej” jest również nazywany homagium.